# Hydrovatus brunneus
Hydrovatus brunneus är en skalbaggsart som beskrevs av Guignot 1961. Hydrovatus brunneus ingår i släktet Hydrovatus och familjen dykare. Inga underarter finns listade i Catalogue of Life.